# Yörükler, Ondokuzmayıs
Yörükler là một thị trấn thuộc huyện Ondokuzmayıs, tỉnh Samsun, Thổ Nhĩ Kỳ. Dân số thời điểm năm 2010 là 2.159 người.